# Karel Kryl
Karel Kryl (12. dubna 1944 Kroměříž – 3. března 1994 Mnichov, někdy také mylně uváděn Pasov) byl básník a písničkář, hlavní představitel československého protikomunistického protestsongu v letech 1963–1989. Mnohé jeho písně zlidověly a staly se z nich symboly boje proti totalitní moci. Po roce 1989 dále v rozhovorech pro média a ve své tvorbě nesmlouvavě kritizoval dění ve společnosti. Psal si vlastní hudbu i texty, v jeho repertoáru byly jak satirické nebo vážné písně reflektující společnost, tak poetické a melancholické balady. Přezdívá se mu „básník s kytarou“.

## Stručný životopis

### Dětství a počátky kariéry
Karel Kryl se narodil v moravské Kroměříži, v rodině knihtiskařů, která vlastnila tiskárnu, založenou roku 1909 v Novém Jičíně jeho dědečkem a Ferdinandem Scottim. Tiskárna Kryl & Scotti (od roku 1936 tiskárna Karel Kryl) vydala za téměř 30 let své existence velké množství především bibliofilských tisků. V roce 1936 vyplatil Karel Kryl nejstarší Ferdinanda Scottiho a provoz tiskárny převzal sám. Po zabrání Sudet v roce 1938 našla rodina útočiště v Kroměříži, kde jeho děda Karel Kryl nejstarší tiskárnu obnovil.
Jeho matka Marie, rozená Šebestová (1919–1989), pocházela z Frýdku a s manželem Karlem starším (1910–1971) měli kromě Karla další dvě děti, dceru Marii (*1943), provdanou Selnerovou, a syna Jana (*1947). 
Tiskárna byla v roce 1950 komunisty zlikvidována (tiskařské stroje byly před zraky Karla, jeho sourozenců a rodičů rozbity a odvezeny do šrotu) a rodina přestěhována do suterénu neudržovaného domku v Pavlovského ulici (později Kapitána Jaroše). Karel Kryl chtěl být zpočátku hrnčířem po pradědečkovi (absolvoval Keramickou školu v Bechyni v letech 1958–1962), posléze se ale rozhodl věnovat hudbě a poezii. Jeho první vydanou písní je Nevidomá dívka, kterou v roce 1968 nahrála skupina The Bluesmen a nazpívala Hana Ulrychová.

#### Kroměříž
Karel Kryl se narodil v Kroměříži v Březinově ulici č. 9 (na domě byla v roce 2014 odhalena pamětní deska). Dále Krylovi žili v ulicích Vrchlického a Malý Val. Na začátku padesátých let byla rodina vystěhována do ulice Pavlovského, dnes kpt. Jaroše 11 (pamětní deska byla umístěna již v roce 1996). Tiskárna, která byla v roce 1950 komunisty zrušena, rozebrána a jejíž zbytky byly rozbity, se nacházela v ulici Palackého 31 (dnes ulice Kojetínská, č. 15 a 17).

### Srpen 1968 a exil
Jeho první deska byla vydána půl roku po invazi armád pěti socialistických států v čele se Sovětským svazem, přičemž titulní písnička Bratříčku, zavírej vrátka vznikla údajně naprosto spontánně v noci 21. srpna 1968, jako okamžitá reakce na vpád vojsk Varšavské smlouvy do Československa. Jeho písně se hrály od roku 1966 v rozhlase (Anděl, Pieta, Salome, Tak vás tu máme (Bratři), Bílá Hora s varhanami a další). V pořadu Čtrnáct na houpačce moderátora a hudebního kritika Jiřího Černého a jeho ženy Miroslavy bylo nasazeno několik Krylových písní, uspěla ale až píseň Bratříčku, zavírej vrátka, (napoprvé byla druhá a další kolo dokonce vyhrála) která se držela v hitparádě několik kol. Později byla zakázána a s ní byl nakonec zrušen i pořad samotný.
Karel Kryl odjel z Československa 9. září 1969 na písničkářský festival v západoněmeckém hradě Waldecku. Po dvou týdnech se rozhodl podat si žádost o politický azyl a v Německu zůstal dalších dvacet let. Počátky života v exilu pro Karla nebyly lehké. Cítil se osamocený, ztracený v cizí kultuře s cizím jazykem. Naštěstí pro něj se setkal s lidmi, kteří mu poskytli pomoc. V dopise svým rodičům potom napsal: „Žádnej strach, ve světě se neztratím. A hlavně klid, nic se neděje. Chleba je tu stejnej jako doma, lidi jsou dobří i zlí jako doma, snad se mi příliš nebude stýskat.“
Ostatní desky (až do roku 1989) vycházely v exilu, v normalizačním Československu se jeho nahrávky pomocí magnetofonů často kopírovaly a mnohé jeho písničky se dostaly do všeobecného povědomí.
V roce 1973 se oženil se svou první manželkou Evou Sedlářovou, dcerou MVDr. Dušana Sedláře a PhDr. Vlasty Sedlářové. Dušan Sedlář byl v letech 1959–1968 ředitelem Zoologické zahrady v Ústí nad Labem, Vlasta Sedlářová byla ve stejné ZOO zaměstnána jako inspektorka chovu. V roce 1968 celá rodina odešla do emigrace. Manželství Karla Kryla a Evy Sedlářové po dvou letech skončilo rozvodem. Kryl k tomu v knize Půlkacíř říká: „To nebyl obyčejný milostný vztah, ale stav duše. Odhodlání a rozhodnutí s někým zestárnout. Proto to pro mě bylo tak bolestné, když to nevyšlo. Na duši mi zůstala jizva, jež se nezacelí. Moje žena Eva si našla jiný vztah, rozvedli jsme se.“
Od roku 1976 do své smrti žil s Marlene Bronsert, po sňatku Marlene Kryl.
Spolupracoval s redakcí Svobodné Evropy, nejprve externě, od roku 1983 pak jako zaměstnanec. Podílel se na sportovních a hudebních pořadech. Psal básně, písně a knihy.
Nepožádal o německé občanství, protože by přišel o československé, a toho se nevzdal po celý exil.

### Návrat do vlasti

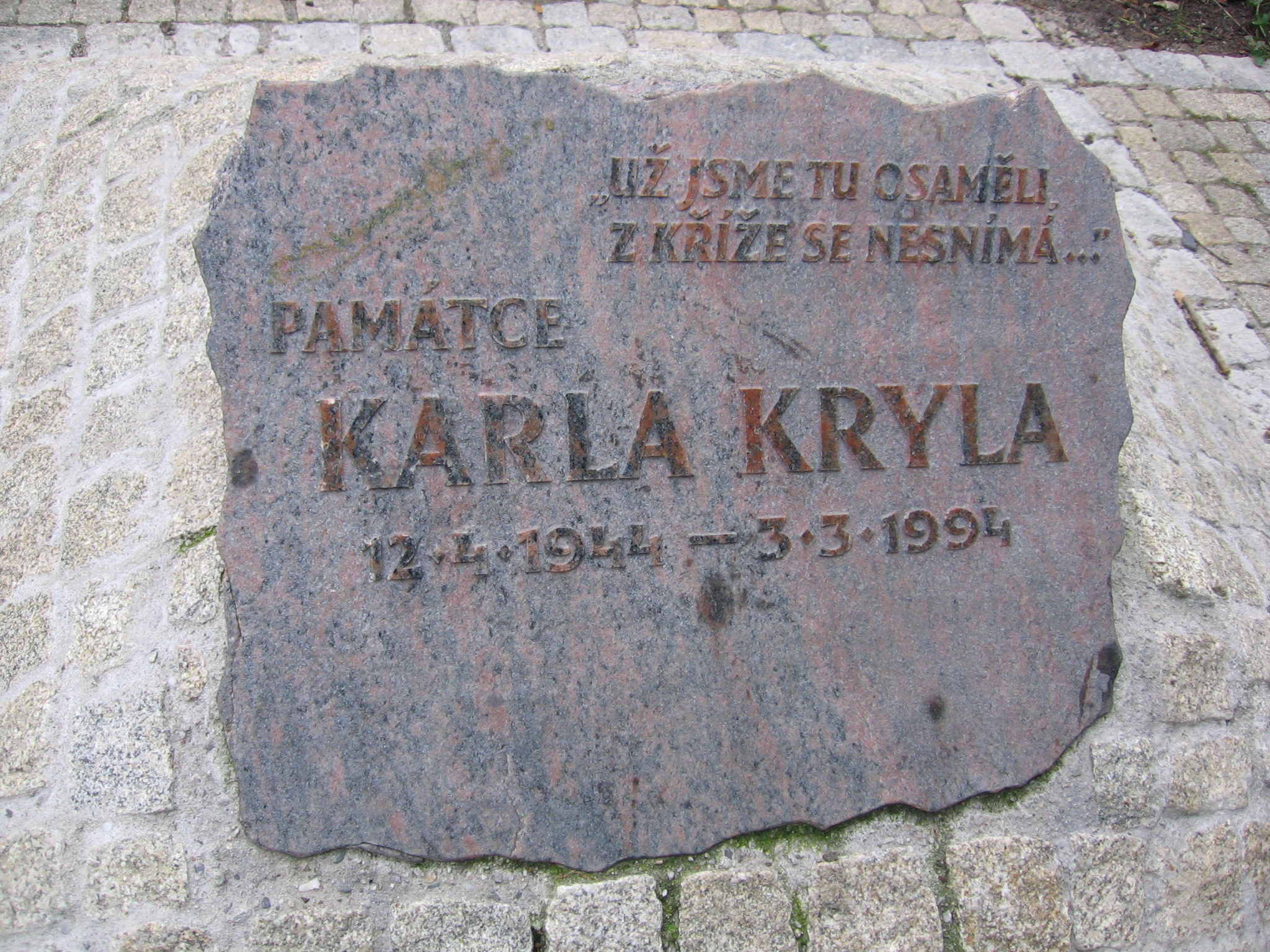
Pamětní deska Karla Kryla v Janáčkových sadech v Novém Jičíně

Do Československa se Karel Kryl vrátil 30. listopadu 1989, aby se zúčastnil pohřbu své matky (zemřela 24. listopadu). Jelikož na rozdíl od mnoha dalších exulantů a emigrantů měl Kryl stále československé státní občanství, nebylo možné odhadnout, jak se zachovají celníci, až se pokusí překročit hranice. Požádal proto o pomoc svého přítele, opata Anastáze Opaska, který mu přes bavorskou vládu sehnal tzv. humanitární vízum. I přesto, že přijel na pohřeb své matky, mluvil později o týdnu zde stráveném jako o nejhezčím týdnu svého života.
Kryl se s Marlene oženil v únoru 1991. Žil po revoluci střídavě v Praze a Mnichově, později se v Německu přestěhovali blíž Čechám – do Pasova. Marlene Kryl je držitelkou autorských práv jeho děl.
V roce 1995 vydala Markéta Matoušková knihu „1063 dnů s Karlem Krylem; Legenda očima důvěrné přítelkyně“. Městská knihovna v Praze ji uvádí větou „Téma je časově vymezeno Krylovými pobyty ve vlasti po roce 1989.“

### Zklamání zpolistopadového vývoje
Po krátkém nadšení ze Sametové revoluce Kryl na počátku roku 1990 uveřejnil kritickou píseň Sametové jaro (album Tekuté písky). Písní Od Čadce k Dunaju (1991, album Monology), jako jeden z mála, otevřeně protestoval proti možnému rozpadu Československa. Později v kritice polistopadového vývoje pokračoval například v básni Timur a jeho parta (červen 1990), písni Kádrují mě (z let 1988 a 1990), albu Monology (1992), písni Demokracie (květen 1993) a dalších dílech.
V roce 1993 Karel Kryl poskytl Miloši Čermákovi velmi rozsáhlý – knižně vydaný – rozhovor Půlkacíř (slovo půlkacíř již dříve Kryl použil v básni Jde jaro do léta). Podle svého vyjádření v Půlkacíři byl hrubě nespokojen se společenskou situací, politickou reprezentací a celkovým směřováním; proto byl rozhodnut v České a Slovenské republice se již nijak neangažovat. Toto však již v době vydání knihy nebylo aktuální, Karel Kryl se k situaci v Česku a na Slovensku vyjadřoval i nadále.
Karel Kryl zemřel náhle a zcela nečekaně na srdeční příhodu dne 3. března 1994 v Mnichově ve věku 49 let; dva dny předtím byl ještě v Praze. Dokument České televize Příběhy slavných: Občan Karel Kryl uvedl omylem za místo úmrtí Pasov. Zádušní mši celebroval jeho přítel arciopat benediktinského Kláštera břevnovského Jan Anastáz Opasek v klášterním kostele sv. Markéty v Praze. Mnoho lidí se nedostalo dovnitř, přesto se před klášterem sešlo přibližně čtyři tisíce osob. Účast politické reprezentace byla minimální. Ivan Martin Jirous se k tomu vyjádřil slovy: „Nasralo mě, že mu nebyl Havel ani na pohřbu, když na Hradě přijímá takový kreatury jako Jacksona!“ Jediný vyslaný reprezentant Hradu Ivan Medek při projevu prohlásil: „…Karel se mýlil, když se domníval, že ti, které kritizoval, ho proto nemají rádi,“ načež se z publika ozvalo několik výkřiků: „Lžete!“.
Karel Kryl je pochován na Břevnovském hřbitově (hrob C 18 51).
V roce 2019 se v archivech norské televize objevil záznam recitálu Karla Kryla z roku 1969. Česká televize vyjádřila zájem o odvysílání pořadu.

## Ocenění

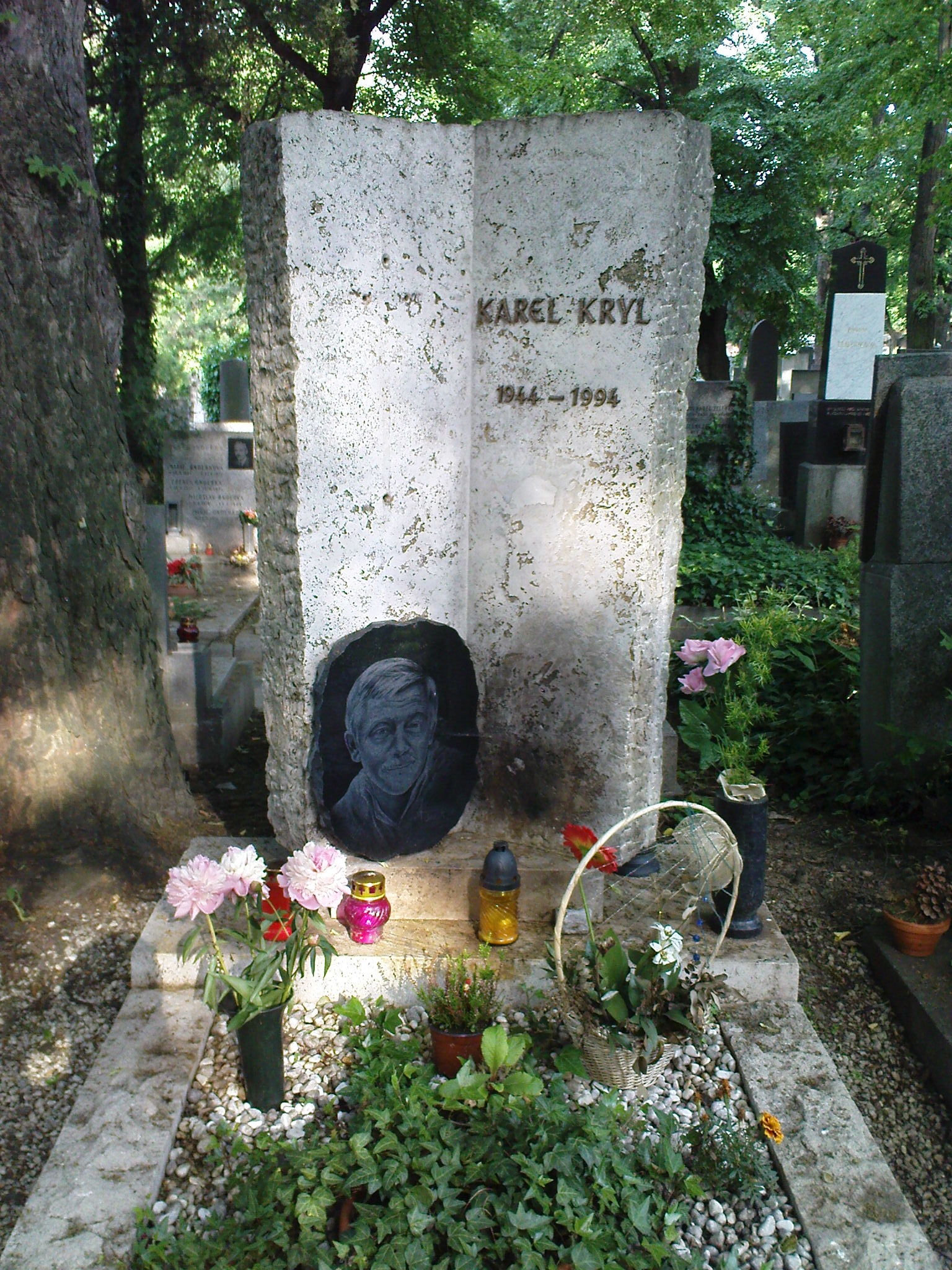
Hrob Karla Kryla na břevnovském hřbitově u sv. Markéty v Praze

- 17. ledna 1989 obdržel Karel Kryl v exilu v Los Angeles od Klubu Československé kultury Cenu Jana Zahradníčka za českou poezii.
- 18. dubna 1991 obdržel v Praze ocenění Deska desek za posledních 25 let za album Bratříčku, zavírej vrátka. 29. května 1991 převzal cenu Mladé fronty. 6. července 1991 obdržel v Plzni Zlatou Portu. 19  února 1992 převzal cenu knihovníků za Kníšku Karla Kryla (sic). V letech 1990 a 1991 rovněž převzal zlaté desky za alba Rakovina a Bratříčku, zavírej vrátka, obou alb se prodalo čtvrt milionu kusů. Celkový počet desek Bratříčku, zavírej vrátka, prodaných od roku 1969 do roku 2015 se odhaduje asi na tři sta tisíc kusů.[33]
- Karel Kryl je držitelem několika ocenění in memoriam: stříbrné pamětní medaile Univerzity Karlovy za přínos pro duchovní rozvoj a morální podporu národa (1994), Ceny Františka Kriegla (1995) a ceny České Grammy (Síň slávy – 1995). Dále obdržel in memoriam Čestnou medaili T.G. Masaryka, kterou mu udělilo Masarykovo demokratické hnutí. 28. října 1995 mu prezident Václav Havel udělil in memoriam medaili Za zásluhy II. stupně. 28. října 2014 mu český prezident Miloš Zeman udělil Řád Tomáše Garrigua Masaryka I. třídy.
- 3. června 1995 mu byla odhalena pamětní deska v Novém Jičíně, 12. dubna 1996 busta v Kroměříži. 24. dubna 1999 byla na budově Keramické školy v Bechyni odhalena busta s pamětní deskou, coby jejímu absolventovi z let 1958–1962. 17. listopadu 2004 mu byla odhalena bronzová pamětní deska v Jihlavě na Domě kultury.[34] Další pamětní desky má v Teplicích, Olomouci a slovenské Žilině.[35]
- V současné době (březen 2009) jsou po něm pojmenovány ulice v Praze–Stodůlkách, Brně[36], Varnsdorfu, Příbrami, Novém Jičíně a Zelenči.[37]
- 12. dubna 2014 byla umístěna pamětní deska na jeho rodný dům v Kroměříži.
- 25. září 2014 byla otevřena stálá Expozice Karla Kryla v Měšťanském pivovaru v Kroměříži.[38]
- 27. června 2018 byla před budovou ostravské pobočky Českého rozhlasu odhalena Krylova socha od Davida Moješčíka.[39]
- V roce 2021 byl po Krylovi pojmenován nově objevený druh filipínského brouka z čeledi tesaříkovití, Xylotrechus kryli.[40]

## Bibliografie

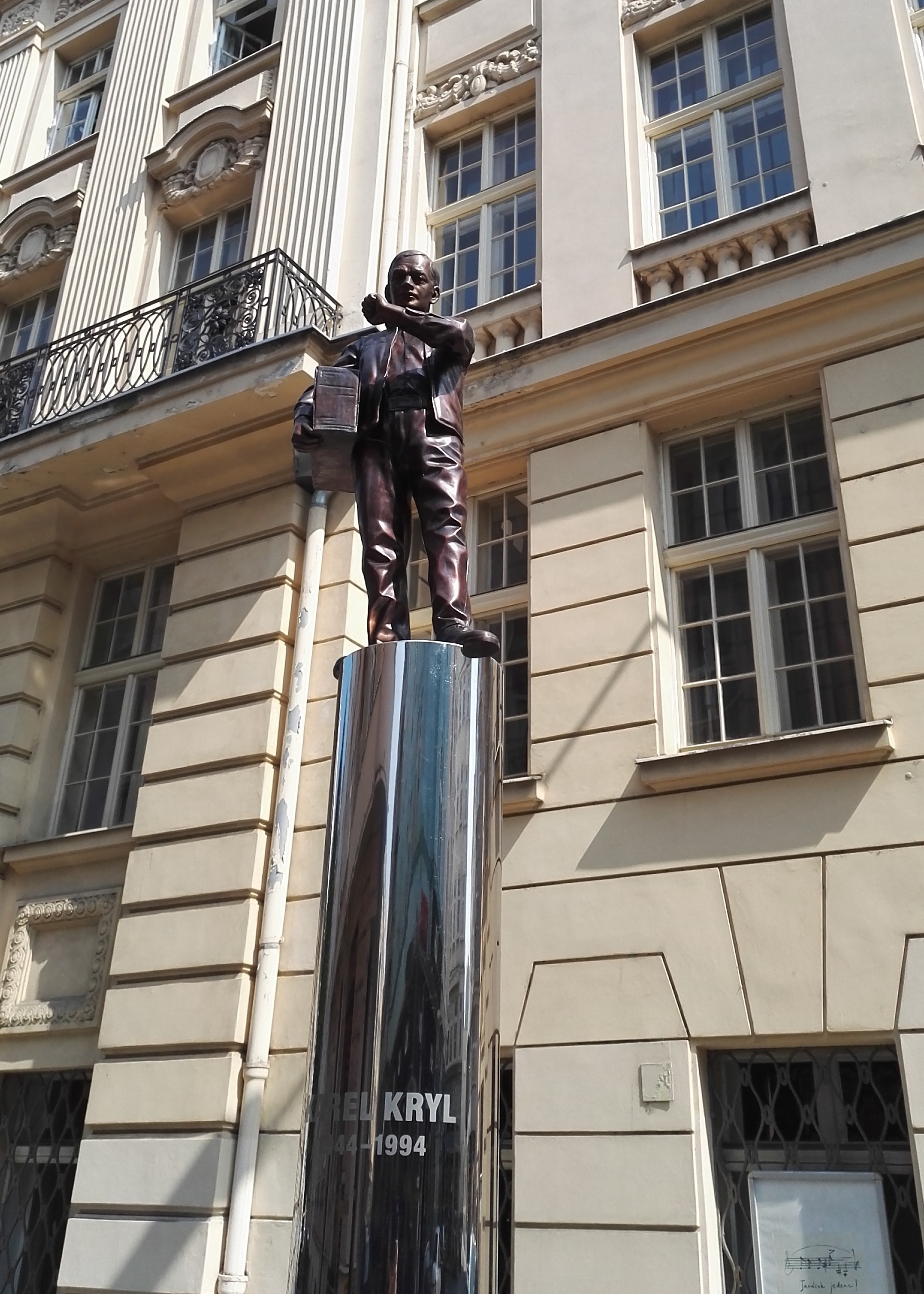
Socha Karla Kryla v Ostravě

## Umělecká tvorba

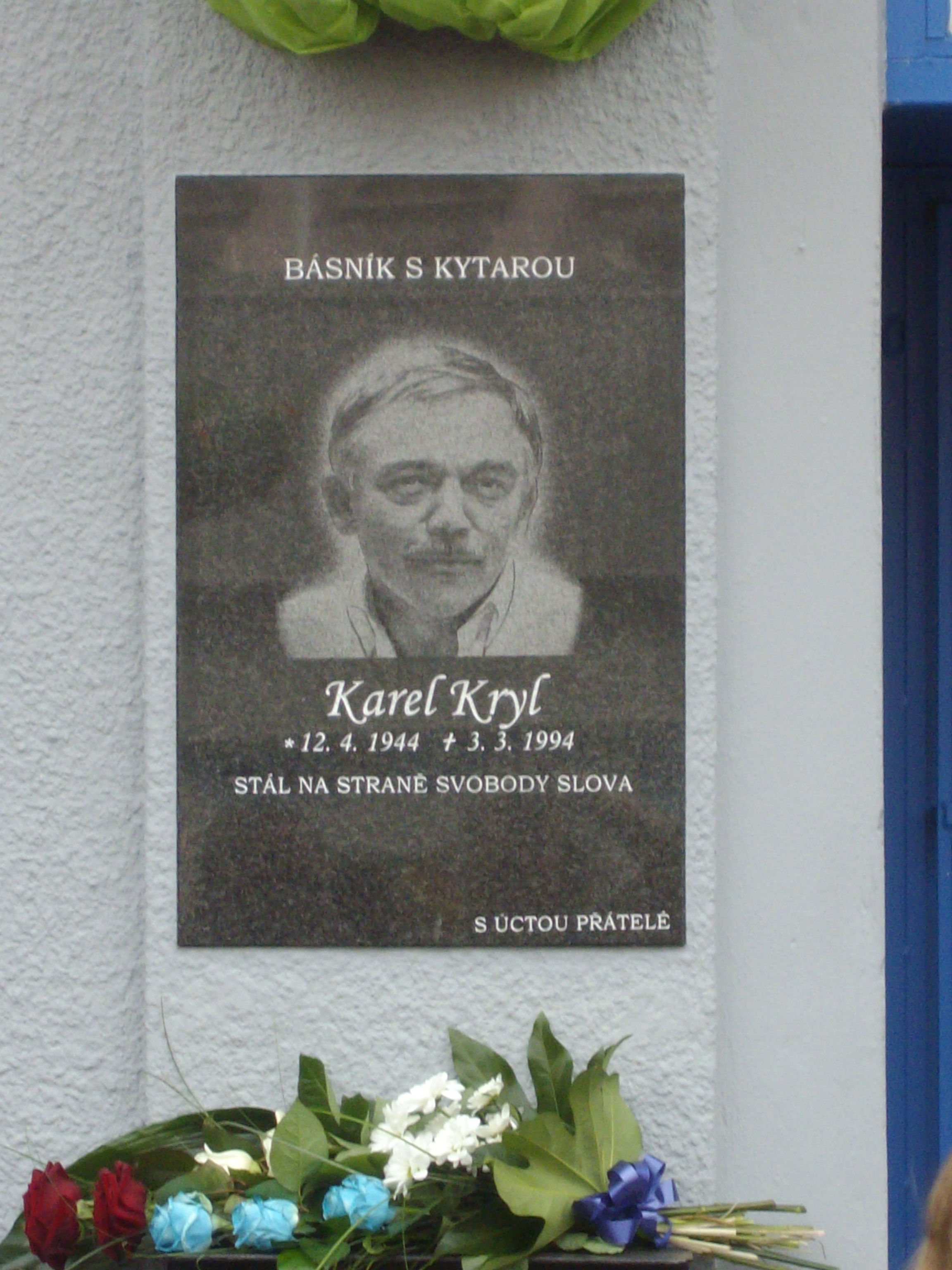
Pamětní deska v Praze na Letné

Karel Kryl je jedním z nejuznávanějších zástupců protikomunistického protestsongu i angažované písně po roce 1989. Měl velký rozsah tvorby a schopnost tvořit radikálně odlišné skladby, počínaje zpívanými veršovanými pamflety (Tak hle jak se perou, Bakterie, Král a klaun, Dívka havířka) a konče zpívanými básněmi (Lilie, Rakovina, Plaváček, Divný kníže, Blátivá stráň, Bílá hora, Dvacet, Smečka, Ignác, Habet, Atlantis, Monology), které pracují s hlubokými alegoriemi a složitými jazykovými a významovými konstrukcemi. Významnou roli hraje i jeho tvorba inspirovaná biblickými texty (Žalm 71, Žalm 120, Zapření Petrovo, Jidáš, Děkuji), která se ovšem obrací i do moderní doby. Mimo zpívanou poezii vydal také několik sbírek poezie i delších básnických skladeb knižně, většinou je doprovodil vlastními grafickými díly. Jeho texty i nezpívaná poezie vynikají hlubokou obrazností a metaforikou a velkou formální dokonalostí. Krylova tvorba vychází rovněž z jeho znalostí politiky, umění, historie a dalších oblastí.
Příležitostně se zabýval výtvarnou tvorbou. V mládí to byly především práce z keramiky a šamotu, dalšími technikami pak linoryty, grafiky, kresby (např. kreslené vtipy, karikatury), oleje a koláže. Množstvím kreseb doprovázel svou korespondenci i věnování svým příznivcům.

### Diskografie
- Bratříčku, zavírej vrátka (1969, LP, Panton, ČSSR)
  - (1971, LP, Caston, SRN, live) (1980, LP, 1984, MC, Šafrán 78, Švédsko, live) (1990, LP, 1991, MC a CD, Panton, ČSFR) (1995, CD, MC, Bonton, ČR) (2002, CD, Bonton, ČR) (2006, originál + live, Supraphon, ČR)
- Rakovina (1969, LP, Primaphon, SRN)
  - (1970, LP, Caston, SRN) (1980, LP, 1984, MC, Šafrán 78, Švédsko) (1990, LP, CD, 1991 MC, Bonton, ČR) (2003, CD, Bonton, ČR)
- Maškary (1970, LP, Caston, SRN)
  - (1980, LP, Šafrán 78, Švédsko) (1991, LP, MC, CD, Bonton, ČSFR) (2004, CD, Bonton, ČR)
- Carmina Resurrectionis (1974, EP, Caston, SRN)
  - (1990, EP, Bonton, ČSFR)
- Dívka havířka / Azbuk (1978, SP, ’68 Publishers, Kanada)
  - (1996, CD, MC Jedůfky, Bonton, ČR)
- Karavana mraků (1979, LP, 1984, MC, Šafrán 78, Švédsko)
  - (1994, CD, MC, Bonton, ČR) (2007, CD, Supraphon, bonusy, ČR)
- Plaváček (1983, LP, 1984, MC, Šafrán 78, Švédsko)
  - (1995, CD, MC, Bonton, ČR) (2008, CD, Supraphon, bonusy, ČR)
- Ocelárna (1984, EP, Iron Curtain Records, Austrálie)
  - (1994, CD, MC, Monitor, ČR) (2004, CD, Levné knihy, ČR) (2006, CD, And The End Record, ČR)
- Omezená suverenita / Jedůfka (1986, SP, ’68 Publishers, Kanada)
  - (1996, CD, MC Jedůfky, Bonton, ČR)
- Nachtasyl 31.10.1987 (1988, VHS, Video Skalak, Rakousko)
- Karel Kryl in Boston ’88 I., II. (1988, MC, Czechoslovak Documentation Center, USA) live
- Dopisy (1988, MC, Rhea Publishing co., Austrálie)
  - (1992, LP, MC, CD, Best I.A., ČR) (1997, CD, MC, Happy Music, ČR) (2001, CD, AS Happy, ČR) (2006, CD, And The End Record, ČR)
- Tekuté písky (1990, LP, MC, CD, Bonton, ČSFR)
- Filmový portrét (1991, VHS, Bonton, ČSFR)
  - (2011, DVD, Supraphon, ČR) součást DVD Koncerty 1989/1990
- Dvě půle lunety aneb rebelant o lásce (1992, H&H, ČSFR) poezie
- Monology (1992 LP, CD, MC, Janez, ČSFR)
  - (1996, CD, MC, Bonton, ČR)Busta před kinem v Bechyni

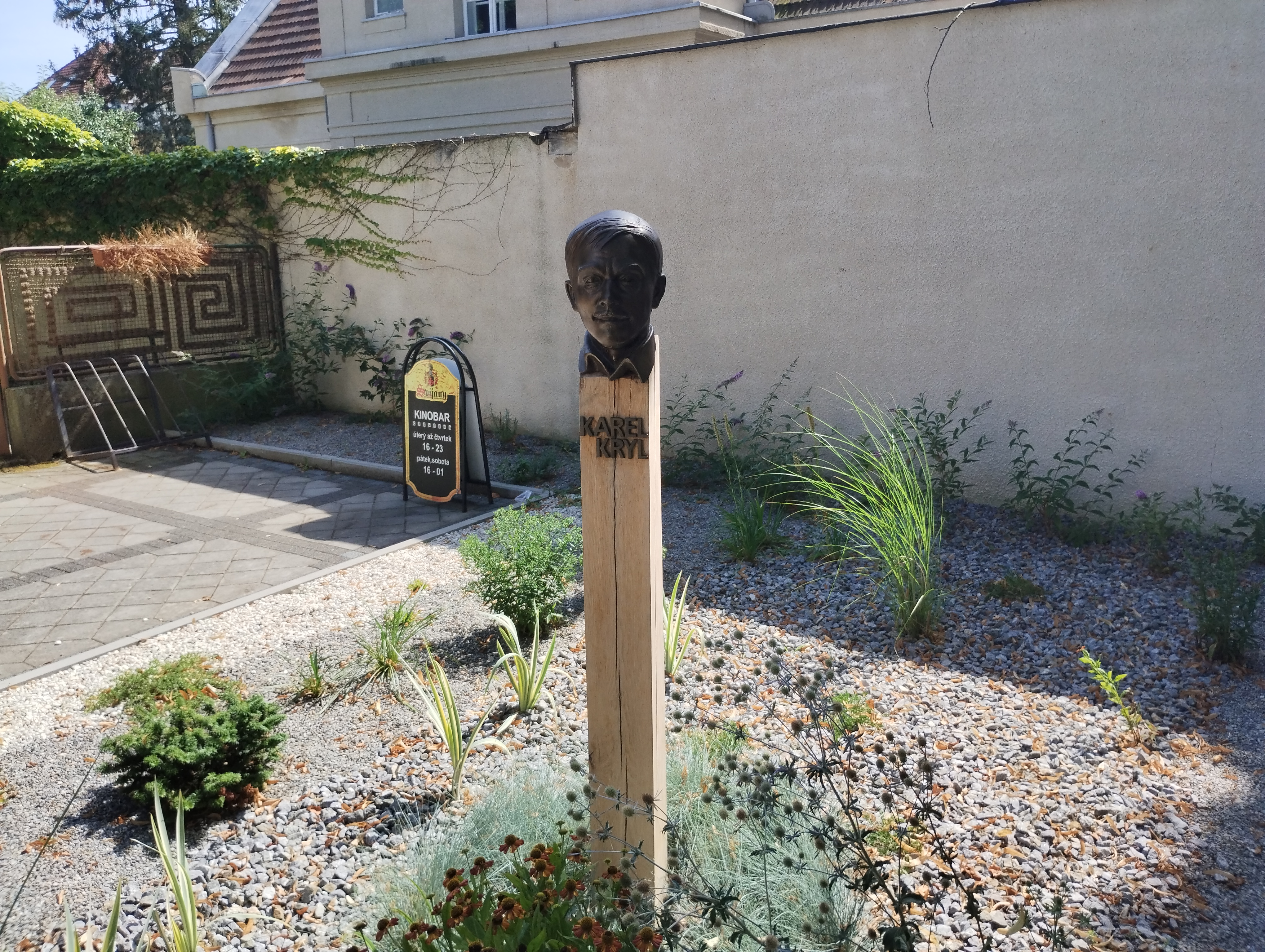
Busta před kinem v Bechyni

- PF 93 (1992, MC, Klub Karla Kryla, ČR) kompilace
- To nejlepší (1993, CD, MC, Bonton, ČR) kompilace
- Kdo jsem? (1993, VHS, Intersonic, SR) profil
  - (2004, DVD, Dikrama, SR)
- Krylogie 19. 4. a 24. 5. 1993 (1994, VHS, Klub Karla Kryla, ČR) live z Reduty v Praze
- Australské momentky (1995, CD, MC, Monitor, ČR)
  - (2004, CD, Levné knihy, ČR) (2006, CD, And The End Record, ČR) kompilace
- Děkuji (1995, CD, MC, Bonton, ČR) kompilace
- Jedůfky (1996, CD, MC, Bonton, ČR) kompilace
- Krylogie – Reduta (9. 6. 1993 a 24. 5. 1993) (1996, VHS, Klub Karla Kryla, ČR) live z Reduty v Praze
- To nejlepší 2 (1998, CD, MC, Bonton, ČR) kompilace
- Karel Kryl śpiewa we Wrocławiu... (2004, CD, Stowarzyszenie Festiwal Wyszehradzki, Polsko) live
- Šuplíky (2005, CD, Supraphon, ČR) kompilace
- LIVE! (2006, 2CD, Supraphon, ČR) live
- Koncert z Melbourne (2006, 2CD, And The End Record, ČR) live
- Koncert ze Sydney (2006, 2CD, And The End Record, ČR) live
- Miláčku (2007, CD, Supraphon, ČR) kompilace
- Akordy (2008, CD, Supraphon, ČR) kompilace
- Živě v Československu (2009, CD, Supraphon, ČR) live
- Ostrava 1967–1969 (2009, CD, Supraphon, ČR) kompilace nahrávek z ostravského rozhlasu
- Zas padá listí... (2010, CD, Supraphon, ČR) poezie
- Koncerty 1989/1990 (2011, DVD, Supraphon, ČR) výběr záznamů Čs televize
- Karel Kryl v Poděbradech (2011, CD, Levné knihy, ČR) Poděbradské dny poezie 2.6.1990
- Koncert 1989 (2012, CD, EMI Music, ČR)
- Solidarita (2014, 2CD, Supraphon, ČR) live 1982

V roce 2014 vyšlo také tributní album CD + DVD Karel Kryl 70.

## Filmografie
- SKOPAN. III. setkání u Charlieho. Paříž: Club Culturel Prod., 1985. Záznam z vystoupení exilových písničkářů: K. Kryl, S. Karásek, Ch. Soukup ad.
- SKALICKÝ, Miroslav. Karel Kryl - Nachtasyl 31. 10. 1987. Vídeň: Skalák, 1988. Záznam Krylova exilového koncertu ve Vídni.
- SPEVÁK, František. Karel Kryl - Filmový portrét. Praha: Bonton, 1991. Dokumentární záznamy ze Svobodné Evropy, Bechyně, Nového Jičína, Ústí n. L. atd..
- RAPOŠ, Dušan. Karel Kryl – Kdo jsem?. Bratislava: Intersonic, 1993. Natočeno na Čachtickém hradě na Slovensku nedaleko hranic s Českou republikou..
- KLIMT, Vojtěch. Krylogie 19. 4. a 24. 5. 1993. Praha: Klub Karla Kryla, 1994. Vystoupení Karla Kryla v pražské Redutě. Kamera: Vojtěch Klimt, Kateřina Herzlová..
- KLIMT, Vojtěch. Krylogie – Reduta (9. 6. 1993 a 24. 5. 1993). Praha: Klub Karla Kryla, 1996. Vystoupení Karla Kryla v pražské Redutě. Kamera: Vojtěch Klimt, Kateřina Herzlová..
- ZÁBRANSKÝ, Miloš. Občan Karel Kryl. Praha: Česká televize, 1999. Dokument o Karlu Krylovi.
- KRAUZE, Krystyna. Bratříček Karel. Praha: ArtCam, 2016. Polsko-český dokument o Karlu Krylovi, česká premiéra 17. 11. 2016.